# The Eras Tour
The Eras Tour（ザ・エラス・ツアー）は、アメリカ合衆国のシンガーソングライター、テイラー・スウィフトの6回目のコンサートツアーであり、テイラー・スウィフトはこれを彼女の音楽の「時代」すべてを巡る旅だと表現した。

## 概要

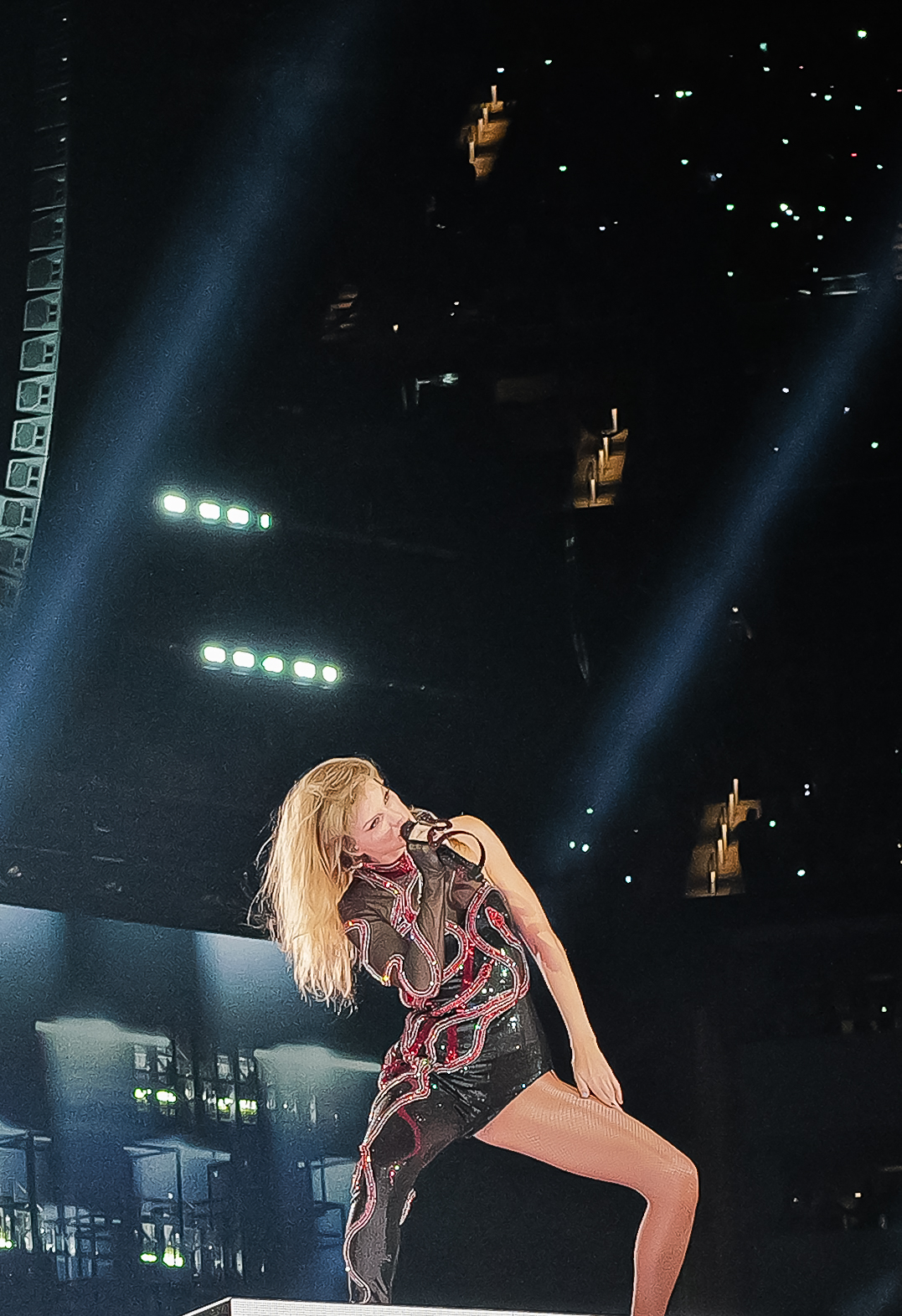

テイラー・スウィフトの5度目のコンサートツアー「Reputation Stadium Tour」の後、彼女は7枚目のアルバム「Lover」をリリースし、2020年に始まるコンサートツアー「Lover Fest」を発表した。コンサートツアーは後に新型コロナウイルス感染症のパンデミックのため中止された。キャンセル後、テイラーは2020年に8枚目と9枚目のアルバム『Folklore』アンド『Evermore』を、2022年に10枚目のアルバム『Midnights』をリリースした。また、彼女は2枚の再録音アルバム『Fearless (Taylor's Version)』と『Red (Taylor's Version)』をリリースした、2019年以来のテイラーのマスターズ論争を受けて、テイラーによる対抗措置として2021年に開催された。
2022年11月1日、テイラーは「グッド・モーニング・アメリカ」を通じてエラス・ツアーを発表した。コンサートツアーの先行販売は2022年11月15日に始まった。先行販売前は全米で27公演が予定されていたが、チケットの圧倒的な需要により3公演が追加され、合計52公演となった。
ラテンアメリカでのショーは2023年6月2日に発表され、2023年6月6日にブエノスアイレス、2023年6月12日にメキシコシティ、リオデジャネイロ、サンパウロでのショーが追加されました。アジア、オセアニア、ヨーロッパでの公演が発表された2023年6月20日に、2023年6月から2023年8月にかけてさらにショーが追加されました。2023年8月4日には、カナダのショーだけで、米国の9つの新しいショーが追加されました。2023年11月2日、バンクーバーの新しいショーが追加されました。
ツアーは2023年3月17日に米国のグレンデールで正式に始まり、2024年12月8日にカナダのバンクーバーで終了する予定だ。このツアーは文化的、経済的、政治的影響を及ぼし、それは前例のない需要、世界中でのチケット販売、会場の新記録、価格規制やスキャルピング防止法の賦課につながる技術的障害、経済、ビジネス、観光の上昇、支配などの形で明らかでした。ニュースサイクルやソーシャルメディア、政府や組織からの賛辞など。公式パートナーであるチケットマスターは、非効率な販売と独占の疑いで精査された。2023年12月8日，このコンサートツアーは、最初の60公演を経て、世界で最高の興行収入をあげたコンサートツアーとなり、また、興行収入が10億ドルを超えた初のコンサートツアーとなった。
このツアーを巡っては前述の通り、公演地において、多額の経済効果を得ることが出来るため、誘致が過熱した。一例として、東南アジアでは唯一の開催地となったシンガポール公演では他の東南アジアでは公演を行わないことを条件として、同国政府が補助金を支出したことをタイ首相のセター・タウィーシンが明らかにした。そのため、周辺国から批判の声が上がり、国際問題にまで発展したことから、シンガポール首相のリー・シェンロンが急遽弁明する事態になった。

## 映画
2023年8月31日、スウィフトはサム・レンチ監督によるコンサート映画『テイラー・スウィフト: THE ERAS TOUR』を発表した。 ロサンゼルスのSoFiスタジアムで収録されたこの映画は、同年10月13日に世界中の劇場で公開された。
また、東京公演開催中の2024年2月7日に定額制動画配信サービスのDisney+にて同映画が同年3月15日から見放題配信されることがウォルト・ディズニー・カンパニーから発表された。

## 不祥事

### リオのコンサートで水筒禁止と観客死亡

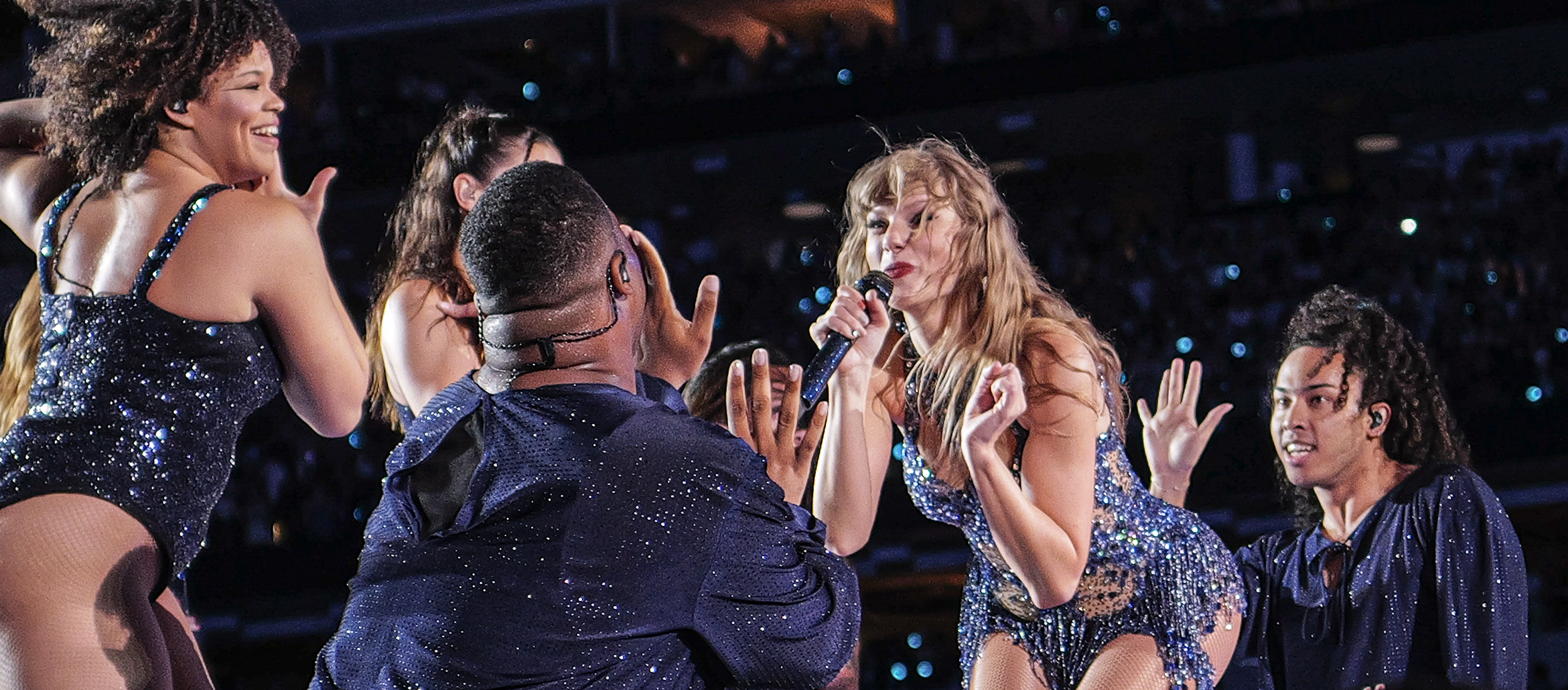

2023年11月17日、最初のリオデジャネイロ公演の開始前に、T4Fはコンサート来場者が会場内に水筒を持ち込むことを禁止したと報じられた。当時ブラジル国内は熱波に襲われており、この日の市内の不快指数は過去最高だったと伝えられているが、気温については気温は摂氏39.1度とも59.3度ともされている。ファンがソーシャルメディアに投稿した動画には、何千人ものコンサート参加者が列を作り、スタジアムに入場するまで太陽の下で何時間も待っている様子が映っていた。スウィフトと彼女のチームは水のボトルを用意して群衆に配ったものの、コンサートの参加者であるアナ・クララ・ベネビデスが開演して数分後に気を失い、病院に搬送される最中に死亡したと公演後に報じられた。このニュースを受けてT4Fはファンや政治家から幅広い批判を集め、この事件を調査するため刑事捜査が開始された。ベネビデスの死因は心停止と診断されたことが発表され、スウィフトはソーシャルメディアでベネビデスの死を悼み、「極度の気温」を理由に11月18日に予定されていたショーを11月20日に延期した。

### ウィーンコンサートで計画的テロ攻撃
2024年8月7日、当局はオーストリアのウィーンで行われるスウィフトの3公演を襲撃しようとするイスラム国（ISIS）の計画を阻止した。警察はISISとつながりのある「インターネットで過激化した」17歳と19歳の男2人を逮捕した。米国諜報機関は欧州刑事警察機構およびオーストリア警察に、エルンスト・ハッペル・シュターディオンでのスウィフトの公演に対するテロ攻撃の容疑者計画を通報した。オーストリアの公安局長フランツ・ルフは当初、公演は予定通り行われ、残りの脅威を阻止するために追加のセキュリティ対策が講じられると述べ、毎日6万5000人以上のファンが来場し、会場外にはさらに2万人のファンが集まると予想していた。しかし、同日遅く、イベント主催者のバラクーダ・ミュージックは、オーストリア政府から綿密なテロ計画が確認されたことを受け、3公演すべてをキャンセルし、チケットの払い戻しを行うと発表した。ルフ氏は、警察の捜査の後、爆発物処理班がテルニッツの19歳の少年の自宅で爆発物を含む化学物質とアルカーイダ関連の品物を発見したと述べた。オーストリアのカール・ネーハマー首相は、脅威を無力化し悲劇を回避するのに役立ったとして「我が国の警察と[治安機関]と外国の機関の緊密な協力」に感謝した。その後、容疑者の目的は「ナイフや自作の爆発物を使ってできるだけ多くの人を殺すこと」であり、17歳の少年は公演の数日前にスタジアムの警備員として雇われたと報じられた。

## セットリスト

### 2023年3月17日～2024年3月9日
Act I：『Lover』
1. Miss Americana & the Heartbreak Prince
2. Cruel Summer
3. The Man
4. You Need to Clam Down
5. Lover
6. The Archer

Act II：『Fearless』
1. Fearless
2. You Belong with Me
3. Love Story

Act III：『Evermore』
1. 'Tis the Damn Season
2. Willow
3. Marjorie
4. Champagne Problems
5. Tolerate It

Act IV：『Reputation』
1. ...Ready for It?
2. Delicate
3. Don't Blame Me
4. Look What You Made Me Do

Act V：『Speak Now』
1. Enchanted
2. Long Live（2023年7月7日追加）

Act VI：『Red』
1. 22
2. We Are Never Ever Getting Back Together
3. I Knew You Were Trouble
4. All Too Well (10 Minutes Version)

Act VII：『Folklore』
1. The 1
2. Betty
3. The Last Great American Dynasty
4. August
5. Illicit Affairs
6. My Tear Ricochet
7. Cardigan

Act VIII：『1989』
1. Style
2. Blank Space
3. Shake It Off
4. Wildest Dreams
5. Bad Blood

Act IX：アコースティック・セット
1. サプライズ・ソング①ギター
2. サプライズ・ソング②ピアノ

Act X：『Midnights』
1. Lavender Haze
2. Anti-Hero
3. Midnight Rain
4. Vigilante Shit
5. Bejeweled
6. Mastermind
7. Karma

### 2024年5月9日～2024年12月8日
Act I：『Lover』

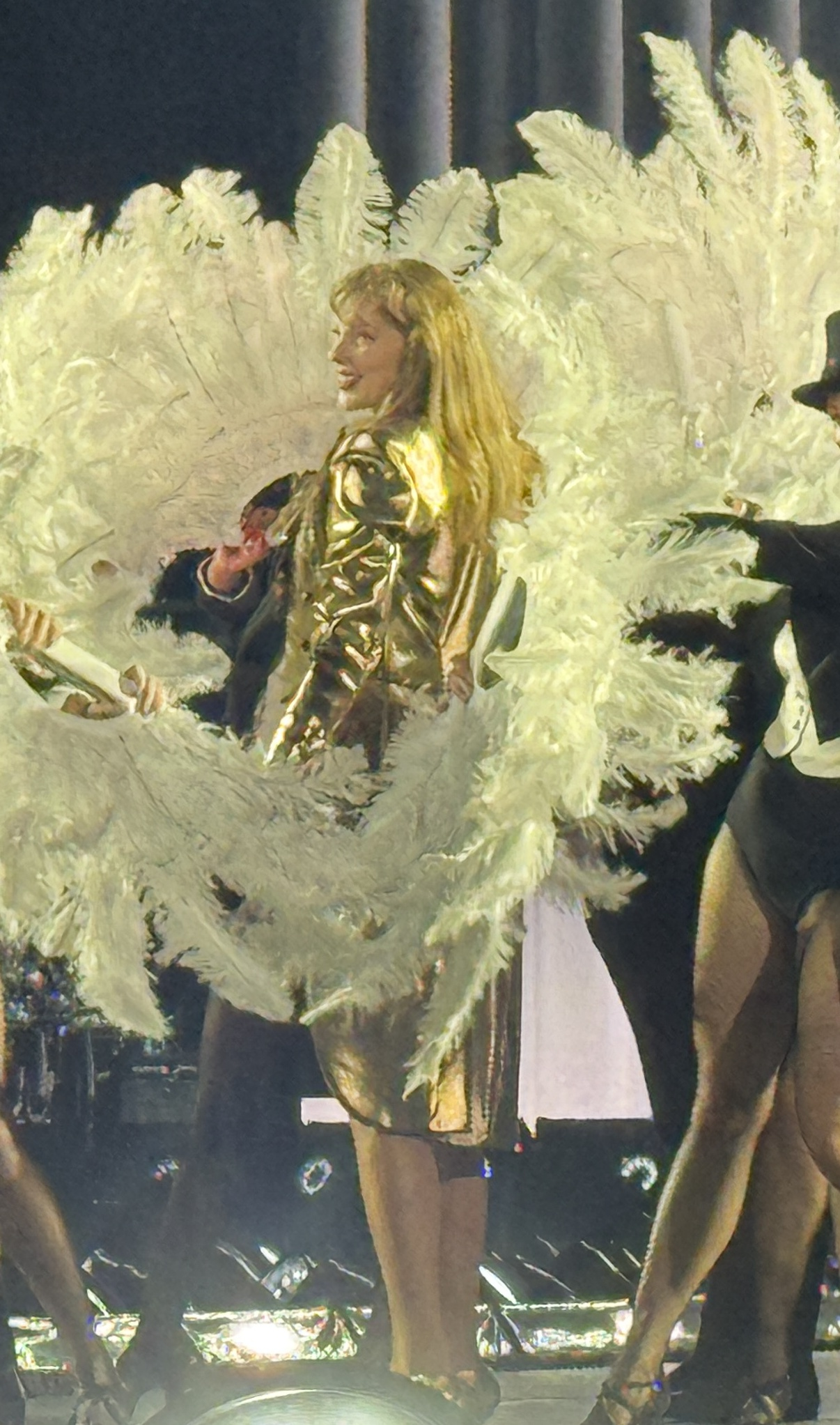

1. Miss Americana & the Heartbreak Prince
2. Cruel Summer
3. The Man
4. You Need to Clam Down
5. Lover

Act II：『Fearless』
1. Fearless
2. You Belong with Me
3. Love Story

Act III：『Red』
1. 22
2. We Are Never Ever Getting Back Together
3. I Knew You Were Trouble
4. All Too Well (10 Minutes Version)

Act IV：『Speak Now』
1. Enchanted

Act V：『Reputation』
1. ...Ready for It?
2. Delicate
3. Don't Blame Me
4. Look What You Made Me Do

Act VI：『Folklore』、『Evermore』
1. Cardigan
2. Betty
3. Champagne Problems
4. August
5. Illicit Affairs
6. My Tear Ricochet
7. Marjorie
8. Willow

Act VII：『1989』
1. Style
2. Blank Space
3. Shake It Off
4. Wildest Dreams
5. Bad Blood

Act VIII：『The Tortured Poets Department』
1. But Daddy I Love Him
2. So High School
3. Who's Afraid of Little Old Me?
4. Down Bad
5. Fortnight
6. The Smallest Man Who Ever Lived
7. I Can Do It with a Broken Heart

Act IX：アコースティック・セット
1. サプライズ・ソング①ギター
2. サプライズ・ソング②ピアノ

Act X：『Midnights』
1. Lavender Haze
2. Anti-Hero
3. Midnight Rain
4. Vigilante Shit
5. Bejeweled
6. Mastermind
7. Karma

### 一時追加・変更曲
- アーリントンでのショーとナッシュビルでの二日目の夜の前に、テイラーは「The 1」ではなく「Invisible Strings」を歌っている。
- フィービー・ブリジャーズがオープニングを飾ったショーでは、「Nothing New」が「All Too Well (10 Minutes Version)」の前に追加された。
- ハイムがオープニングを飾ったショーでは、「No Body, No Crime」が「'Tis the Damn Season」に代わった。
- セットリストは、『The Tortured Poets Department』のリリースに伴って、パリでの公演から同アルバムセットの追加と一部セットの変更が行われた。
- 2024年8月20日のロンドン公演と2024年10月18日〜20日のマイアミ公演では、「Who’s Afraid Of Little Old Me?」の前に「Florida!!!」(フローレンス・ウェルチ)が演奏された。

## 日程
| 日時                | 都市                 | 国             | 会場                                                           | 前座                          | 観客数 | 売上額 |
| 北米                | 北米                 | 北米           | 北米                                                           | 北米                          | 北米   | 北米   |
| ------------------- | -------------------- | -------------- | -------------------------------------------------------------- | ----------------------------- | ------ | ------ |
| 2023年3月17日       | グレンデール         | アメリカ       | ステートファーム・スタジアム                                   | Paramore Gayle                | —      | —      |
| 2023年3月18日       | グレンデール         | アメリカ       | ステートファーム・スタジアム                                   | Paramore Gayle                | —      | —      |
| 2023年3月24日       | ラスベガス           | アメリカ       | アレジアント・スタジアム                                       | Beabadoobee Gayle             | —      | —      |
| 2023年3月25日       | ラスベガス           | アメリカ       | アレジアント・スタジアム                                       | Beabadoobee Gayle             | —      | —      |
| 2023年3月31日       | アーリントン         | アメリカ       | AT&Tスタジアム                                                 | MUNA Gayle                    | —      | —      |
| 2023年4月1日        | アーリントン         | アメリカ       | AT&Tスタジアム                                                 | Beabadoobee Gracie Abrams     | —      | —      |
| 2023年4月2日        | アーリントン         | アメリカ       | AT&Tスタジアム                                                 | Beabadoobee Gracie Abrams     | —      | —      |
| 2023年4月13日       | タンパ               | アメリカ       | レイモンド・ジェームス・スタジアム                             | Beabadoobee Gayle             | —      | —      |
| 2023年4月14日       | タンパ               | アメリカ       | レイモンド・ジェームス・スタジアム                             | Beabadoobee Gracie Abrams     | —      | —      |
| 2023年4月15日       | タンパ               | アメリカ       | レイモンド・ジェームス・スタジアム                             | Beabadoobee Gracie Abrams     | —      | —      |
| 2023年4月21日       | ヒューストン         | アメリカ       | NRGスタジアム                                                  | Beabadoobee Gracie Abrams     | —      | —      |
| 2023年4月22日       | ヒューストン         | アメリカ       | NRGスタジアム                                                  | Beabadoobee Gracie Abrams     | —      | —      |
| 2023年4月23日       | ヒューストン         | アメリカ       | NRGスタジアム                                                  | Beabadoobee Gracie Abrams     | —      | —      |
| 2023年4月28日       | アトランタ           | アメリカ       | メルセデス・ベンツ・スタジアム                                 | Beabadoobee Gracie Abrams     | —      | —      |
| 2023年4月29日       | アトランタ           | アメリカ       | メルセデス・ベンツ・スタジアム                                 | Beabadoobee Gracie Abrams     | —      | —      |
| 2023年4月30日       | アトランタ           | アメリカ       | メルセデス・ベンツ・スタジアム                                 | Muna Gayle                    | —      | —      |
| 2023年5月5日        | ナッシュビル         | アメリカ       | ニッサン・スタジアム                                           | Phoebe Bridgers Gracie Abrams | —      | —      |
| 2023年5月6日        | ナッシュビル         | アメリカ       | ニッサン・スタジアム                                           | Phoebe Bridgers Gayle         | —      | —      |
| 2023年5月7日        | ナッシュビル         | アメリカ       | ニッサン・スタジアム                                           | N/A                           | —      | —      |
| 2023年5月12日       | フィラデルフィア     | アメリカ       | リンカーン・フィナンシャル・フィールド                         | Phoebe Bridgers Gayle         | —      | —      |
| 2023年5月13日       | フィラデルフィア     | アメリカ       | リンカーン・フィナンシャル・フィールド                         | Phoebe Bridgers Gayle         | —      | —      |
| 2023年5月14日       | フィラデルフィア     | アメリカ       | リンカーン・フィナンシャル・フィールド                         | Phoebe Bridgers Gracie Abrams | —      | —      |
| 2023年5月19日       | フォックスボロ       | アメリカ       | ジレット・スタジアム                                           | Phoebe Bridgers Gayle         | —      | —      |
| 2023年5月20日       | フォックスボロ       | アメリカ       | ジレット・スタジアム                                           | Phoebe Bridgers Gayle         | —      | —      |
| 2023年5月21日       | フォックスボロ       | アメリカ       | ジレット・スタジアム                                           | Phoebe Bridgers Gracie Abrams | —      | —      |
| 2023年5月26日       | イーストラザフォード | アメリカ       | メットライフ・スタジアム                                       | Phoebe Bridgers Gayle         | —      | —      |
| 2023年5月27日       | イーストラザフォード | アメリカ       | メットライフ・スタジアム                                       | Phoebe Bridgers Gracie Abrams | —      | —      |
| 2023年5月28日       | イーストラザフォード | アメリカ       | メットライフ・スタジアム                                       | Phoebe Bridgers Owenn         | —      | —      |
| 2023年6月2日        | シカゴ               | アメリカ       | ソルジャー・フィールド                                         | Girl in Red Owenn             | —      | —      |
| 2023年6月3日        | シカゴ               | アメリカ       | ソルジャー・フィールド                                         | Girl in Red Owenn             | —      | —      |
| 2023年6月4日        | シカゴ               | アメリカ       | ソルジャー・フィールド                                         | Muna Gracie Abrams            | —      | —      |
| 2023年6月9日        | デトロイト           | アメリカ       | フォード・フィールド                                           | Girl in Red Gracie Abrams     | —      | —      |
| 2023年6月10日       | デトロイト           | アメリカ       | フォード・フィールド                                           | Girl in Red Owenn             | —      | —      |
| 2023年6月16日       | ピッツバーグ         | アメリカ       | アクリシュア・スタジアム                                       | Girl in Red Gracie Abrams     | —      | —      |
| 2023年6月17日       | ピッツバーグ         | アメリカ       | アクリシュア・スタジアム                                       | Girl in Red Owenn             | —      | —      |
| 2023年6月23日       | ミネアポリス         | アメリカ       | USバンク・スタジアム                                           | Girl in Red Gracie Abrams     | —      | —      |
| 2023年6月24日       | ミネアポリス         | アメリカ       | USバンク・スタジアム                                           | Girl in Red Owenn             | —      | —      |
| 2023年6月30日       | シンシナティ         | アメリカ       | ペイコー・スタジアム                                           | Muna Gracie Abrams            | —      | —      |
| 2023年7月1日        | シンシナティ         | アメリカ       | ペイコー・スタジアム                                           | Muna                          | —      | —      |
| 2023年7月7日        | カンザスシティ       | アメリカ       | GEHAフィールド・アット・アローヘッド・スタジアム               | Muna Gracie Abrams            | —      | —      |
| 2023年7月8日        | カンザスシティ       | アメリカ       | GEHAフィールド・アット・アローヘッド・スタジアム               | Muna Gracie Abrams            | —      | —      |
| 2023年7月14日       | デンバー             | アメリカ       | エンパワー・フィールド・アット・マイル・ハイ                   | Muna Gracie Abrams            | —      | —      |
| 2023年7月15日       | デンバー             | アメリカ       | エンパワー・フィールド・アット・マイル・ハイ                   | Muna Gracie Abrams            | —      | —      |
| 2023年7月22日       | シアトル             | アメリカ       | ルーメン・フィールド                                           | Haim Gracie Abrams            | —      | —      |
| 2023年7月23日       | シアトル             | アメリカ       | ルーメン・フィールド                                           | Haim Gracie Abrams            | —      | —      |
| 2023年7月28日       | サンタクララ         | アメリカ       | リーバイス・スタジアム                                         | Haim Gracie Abrams            | —      | —      |
| 2023年7月29日       | サンタクララ         | アメリカ       | リーバイス・スタジアム                                         | Haim Gracie Abrams            | —      | —      |
| 2023年8月3日        | ロサンゼルス         | アメリカ       | SoFiスタジアム                                                 | Haim Gracie Abrams            | —      | —      |
| 2023年8月4日        | ロサンゼルス         | アメリカ       | SoFiスタジアム                                                 | Haim Owenn                    | —      | —      |
| 2023年8月5日        | ロサンゼルス         | アメリカ       | SoFiスタジアム                                                 | Haim Gayle                    | —      | —      |
| 2023年8月7日        | ロサンゼルス         | アメリカ       | SoFiスタジアム                                                 | Haim Gracie Abrams            | —      | —      |
| 2023年8月8日        | ロサンゼルス         | アメリカ       | SoFiスタジアム                                                 | Haim Gracie Abrams            | —      | —      |
| 2023年8月9日        | ロサンゼルス         | アメリカ       | SoFiスタジアム                                                 | Haim Gayle                    | —      | —      |
| ラテンアメリカ      |                      |                |                                                                |                               |        |        |
| 2023年8月24日       | メキシコシティ       | メキシコ       | フォロ・ソル                                                   | Sabrina Carpenter             | —      | —      |
| 2023年8月25日       | メキシコシティ       | メキシコ       | フォロ・ソル                                                   | Sabrina Carpenter             | —      | —      |
| 2023年8月26日       | メキシコシティ       | メキシコ       | フォロ・ソル                                                   | Sabrina Carpenter             | —      | —      |
| 2023年8月27日       | メキシコシティ       | メキシコ       | フォロ・ソル                                                   | Sabrina Carpenter             | —      | —      |
| 2023年11月9日       | ブエノスアイレス     | アルゼンチン   | エスタディオ・モヌメンタル・アントニオ・ベスプチオ・リベルティ | Sabrina Carpenter Louta       | —      | —      |
| 2023年11月11日      | ブエノスアイレス     | アルゼンチン   | エスタディオ・モヌメンタル・アントニオ・ベスプチオ・リベルティ | Sabrina Carpenter Louta       | —      | —      |
| 2023年11月12日      | ブエノスアイレス     | アルゼンチン   | エスタディオ・モヌメンタル・アントニオ・ベスプチオ・リベルティ | Sabrina Carpenter Louta       | —      | —      |
| 2023年11月17日      | リオデジャネイロ     | ブラジル       | エスタジオ・オリンピコ・ジョアン・アベランジェ                 | Sabrina Carpenter             | —      | —      |
| 2023年11月19日      | リオデジャネイロ     | ブラジル       | エスタジオ・オリンピコ・ジョアン・アベランジェ                 | Sabrina Carpenter             | —      | —      |
| 2023年11月20日      | リオデジャネイロ     | ブラジル       | エスタジオ・オリンピコ・ジョアン・アベランジェ                 | Sabrina Carpenter             | —      | —      |
| 2023年11月24日      | サンパウロ           | ブラジル       | アリアンツ・パルケ                                             | Sabrina Carpenter             | —      | —      |
| 2023年11月25日      | サンパウロ           | ブラジル       | アリアンツ・パルケ                                             | Sabrina Carpenter             | —      | —      |
| 2023年11月26日      | サンパウロ           | ブラジル       | アリアンツ・パルケ                                             | Sabrina Carpenter             | —      | —      |
| アジア / オセアニア |                      |                |                                                                |                               |        |        |
| 2024年2月7日        | 東京                 | 日本           | 東京ドーム                                                     | N/A                           | —      | —      |
| 2024年2月8日        | 東京                 | 日本           | 東京ドーム                                                     | N/A                           | —      | —      |
| 2024年2月9日        | 東京                 | 日本           | 東京ドーム                                                     | N/A                           | —      | —      |
| 2024年2月10日       | 東京                 | 日本           | 東京ドーム                                                     | N/A                           | —      | —      |
| 2024年2月16日       | メルボルン           | オーストラリア | メルボルン・クリケット・グラウンド                             | Sabrina Carpenter             | —      | —      |
| 2024年2月17日       | メルボルン           | オーストラリア | メルボルン・クリケット・グラウンド                             | Sabrina Carpenter             | —      | —      |
| 2024年2月18日       | メルボルン           | オーストラリア | メルボルン・クリケット・グラウンド                             | Sabrina Carpenter             | —      | —      |
| 2024年2月23日       | シドニー             | オーストラリア | スタジアム・オーストラリア                                     | N/A                           | —      | —      |
| 2024年2月24日       | シドニー             | オーストラリア | スタジアム・オーストラリア                                     | Sabrina Carpenter             | —      | —      |
| 2024年2月25日       | シドニー             | オーストラリア | スタジアム・オーストラリア                                     | Sabrina Carpenter             | —      | —      |
| 2024年2月26日       | シドニー             | オーストラリア | スタジアム・オーストラリア                                     | Sabrina Carpenter             | —      | —      |
| 2024年3月2日        | シンガポール         | シンガポール   | シンガポール・ナショナルスタジアム                             | Sabrina Carpenter             | —      | —      |
| 2024年3月3日        | シンガポール         | シンガポール   | シンガポール・ナショナルスタジアム                             | Sabrina Carpenter             | —      | —      |
| 2024年3月4日        | シンガポール         | シンガポール   | シンガポール・ナショナルスタジアム                             | Sabrina Carpenter             | —      | —      |
| 2024年3月7日        | シンガポール         | シンガポール   | シンガポール・ナショナルスタジアム                             | Sabrina Carpenter             | —      | —      |
| 2024年3月8日        | シンガポール         | シンガポール   | シンガポール・ナショナルスタジアム                             | Sabrina Carpenter             | —      | —      |
| 2024年3月9日        | シンガポール         | シンガポール   | シンガポール・ナショナルスタジアム                             | Sabrina Carpenter             | —      | —      |
| 欧州                |                      |                |                                                                |                               |        |        |
| 2024年5月9日        | パリ                 | フランス       | パリ・ラ・デファンス・アレナ                                   | Paramore                      | —      | —      |
| 2024年5月10日       | パリ                 | フランス       | パリ・ラ・デファンス・アレナ                                   | Paramore                      | —      | —      |
| 2024年5月11日       | パリ                 | フランス       | パリ・ラ・デファンス・アレナ                                   | Paramore                      | —      | —      |
| 2024年5月12日       | パリ                 | フランス       | パリ・ラ・デファンス・アレナ                                   | Paramore                      | —      | —      |
| 2024年5月17日       | ストックホルム       | スウェーデン   | フレンズ・アレーナ                                             | Paramore                      | —      | —      |
| 2024年5月18日       | ストックホルム       | スウェーデン   | フレンズ・アレーナ                                             | Paramore                      | —      | —      |
| 2024年5月19日       | ストックホルム       | スウェーデン   | フレンズ・アレーナ                                             | Paramore                      | —      | —      |
| 2024年5月24日       | リスボン             | ポルトガル     | エスタディオ・ダ・ルス                                         | Paramore                      | —      | —      |
| 2024年5月25日       | リスボン             | ポルトガル     | エスタディオ・ダ・ルス                                         | Paramore                      | —      | —      |
| 2024年5月30日       | マドリード           | スペイン       | エスタディオ・サンティアゴ・ベルナベウ                         | Paramore                      | —      | —      |
| 2024年5月30日       | マドリード           | スペイン       | エスタディオ・サンティアゴ・ベルナベウ                         | Paramore                      | —      | —      |
| 2024年6月2日        | リヨン               | フランス       | パルク・オリンピック・リヨン                                   | Paramore                      | —      | —      |
| 2024年6月3日        | リヨン               | フランス       | パルク・オリンピック・リヨン                                   | Paramore                      | —      | —      |
| 2024年6月7日        | エディンバラ         | スコットランド | マレーフィールド・スタジアム                                   | Paramore                      | —      | —      |
| 2024年6月8日        | エディンバラ         | スコットランド | マレーフィールド・スタジアム                                   | Paramore                      | —      | —      |
| 2024年6月9日        | エディンバラ         | スコットランド | マレーフィールド・スタジアム                                   | Paramore                      | —      | —      |
| 2024年6月13日       | リヴァプール         | イングランド   | アンフィールド                                                 | Paramore                      | —      | —      |
| 2024年6月14日       | リヴァプール         | イングランド   | アンフィールド                                                 | Paramore                      | —      | —      |
| 2024年6月15日       | リヴァプール         | イングランド   | アンフィールド                                                 | Paramore                      | —      | —      |
| 2024年6月18日       | カーディフ           | ウェールズ     | ミレニアム・スタジアム                                         | Paramore                      | —      | —      |
| 2024年6月21日       | ロンドン             | イングランド   | ウェンブリー・スタジアム                                       | Paramore Mette                | —      | —      |
| 2024年6月22日       | ロンドン             | イングランド   | ウェンブリー・スタジアム                                       | Paramore Griff                | —      | —      |
| 2024年6月23日       | ロンドン             | イングランド   | ウェンブリー・スタジアム                                       | Paramore Benson Boone         | —      | —      |
| 2024年6月28日       | ダブリン             | アイルランド   | アビバ・スタジアム                                             | Paramore                      | —      | —      |
| 2024年6月29日       | ダブリン             | アイルランド   | アビバ・スタジアム                                             | Paramore                      | —      | —      |
| 2024年6月30日       | ダブリン             | アイルランド   | アビバ・スタジアム                                             | Paramore                      | —      | —      |
| 2024年7月4日        | アムステルダム       | オランダ       | ヨハン・クライフ・アレナ                                       | Paramore                      | —      | —      |
| 2024年7月5日        | アムステルダム       | オランダ       | ヨハン・クライフ・アレナ                                       | Paramore                      | —      | —      |
| 2024年7月6日        | アムステルダム       | オランダ       | ヨハン・クライフ・アレナ                                       | Paramore                      | —      | —      |
| 2024年7月9日        | チューリッヒ         | スイス         | レッツィグルンド・シュタディオン                               | Paramore                      | —      | —      |
| 2024年7月10日       | チューリッヒ         | スイス         | レッツィグルンド・シュタディオン                               | Paramore                      | —      | —      |
| 2024年7月13日       | ミラノ               | イタリア       | スタディオ・ジュゼッペ・メアッツァ                             | Paramore                      | —      | —      |
| 2024年7月14日       | ミラノ               | イタリア       | スタディオ・ジュゼッペ・メアッツァ                             | Paramore                      | —      | —      |
| 2024年7月17日       | ゲルゼンキルヒェン   | ドイツ         | フェルティンス・アレーナ                                       | Paramore                      | —      | —      |
| 2024年7月18日       | ゲルゼンキルヒェン   | ドイツ         | フェルティンス・アレーナ                                       | Paramore                      | —      | —      |
| 2024年7月19日       | ゲルゼンキルヒェン   | ドイツ         | フェルティンス・アレーナ                                       | Paramore                      | —      | —      |
| 2024年7月23日       | ハンブルク           | ドイツ         | フォルクスパルクシュタディオン                                 | Paramore                      | —      | —      |
| 2024年7月24日       | ハンブルク           | ドイツ         | フォルクスパルクシュタディオン                                 | Paramore                      | —      | —      |
| 2024年7月27日       | ミュンヘン           | ドイツ         | ミュンヘン・オリンピアシュタディオン                           | Paramore                      | —      | —      |
| 2024年7月28日       | ミュンヘン           | ドイツ         | ミュンヘン・オリンピアシュタディオン                           | Paramore                      | —      | —      |
| 2024年8月1日        | ワルシャワ           | ポーランド     | ワルシャワ国立競技場                                           | Paramore                      | —      | —      |
| 2024年8月2日        | ワルシャワ           | ポーランド     | ワルシャワ国立競技場                                           | Paramore                      | —      | —      |
| 2024年8月3日        | ワルシャワ           | ポーランド     | ワルシャワ国立競技場                                           | Paramore                      | —      | —      |
| 2024年8月15日       | ロンドン             | イングランド   | ウェンブリー・スタジアム                                       | Paramore Sofia Isella         | —      | —      |
| 2024年8月16日       | ロンドン             | イングランド   | ウェンブリー・スタジアム                                       | Paramore Holly Humberstone    | —      | —      |
| 2024年8月17日       | ロンドン             | イングランド   | ウェンブリー・スタジアム                                       | Paramore Suki Waterhouse      | —      | —      |
| 2024年8月19日       | ロンドン             | イングランド   | ウェンブリー・スタジアム                                       | Paramore Maisie Peters        | —      | —      |
| 2024年8月20日       | ロンドン             | イングランド   | ウェンブリー・スタジアム                                       | Paramore Raye                 | —      | —      |
| 北米                |                      |                |                                                                |                               |        |        |
| 2024年10月18日      | マイアミ             | アメリカ       | ハードロック・スタジアム                                       | Gracie Abrams                 | —      | —      |
| 2024年10月19日      | マイアミ             | アメリカ       | ハードロック・スタジアム                                       | Gracie Abrams                 | —      | —      |
| 2024年10月20日      | マイアミ             | アメリカ       | ハードロック・スタジアム                                       | Gracie Abrams                 | —      | —      |
| 2024年10月25日      | ニューオーリンズ     | アメリカ       | シーザーズ・スーパードーム                                     | Gracie Abrams                 | —      | —      |
| 2024年10月26日      | ニューオーリンズ     | アメリカ       | シーザーズ・スーパードーム                                     | Gracie Abrams                 | —      | —      |
| 2024年10月27日      | ニューオーリンズ     | アメリカ       | シーザーズ・スーパードーム                                     | Gracie Abrams                 | —      | —      |
| 2024年11月1日       | インディアナポリス   | アメリカ       | ルーカス・オイル・スタジアム                                   | Gracie Abrams                 | —      | —      |
| 2024年11月2日       | インディアナポリス   | アメリカ       | ルーカス・オイル・スタジアム                                   | Gracie Abrams                 | —      | —      |
| 2024年11月3日       | インディアナポリス   | アメリカ       | ルーカス・オイル・スタジアム                                   | Gracie Abrams                 | —      | —      |
| 2024年11月14日      | トロント             | カナダ         | ロジャーズ・センター                                           | Gracie Abrams                 | —      | —      |
| 2024年11月15日      | トロント             | カナダ         | ロジャーズ・センター                                           | Gracie Abrams                 | —      | —      |
| 2024年11月16日      | トロント             | カナダ         | ロジャーズ・センター                                           | Gracie Abrams                 | —      | —      |
| 2024年11月21日      | トロント             | カナダ         | ロジャーズ・センター                                           | Gracie Abrams                 | —      | —      |
| 2024年11月22日      | トロント             | カナダ         | ロジャーズ・センター                                           | Gracie Abrams                 | —      | —      |
| 2024年11月23日      | トロント             | カナダ         | ロジャーズ・センター                                           | Gracie Abrams                 | —      | —      |
| 2024年12月6日       | バンクーバー         | カナダ         | BCプレイス                                                     | Gracie Abrams                 | —      | —      |
| 2024年12月7日       | バンクーバー         | カナダ         | BCプレイス                                                     | Gracie Abrams                 | —      | —      |
| 2024年12月8日       | バンクーバー         | カナダ         | BCプレイス                                                     | Gracie Abrams                 | —      | —      |
| 合計                |                      |                |                                                                |                               |        |        |

1. ↑  予定されていたオープニングアクトはフィービー・ブリジャーズとグレイシー・エイブラムスであった。 しかし、悪天候による遅延のため、両方のセットがキャンセルされました。[45]
2. ↑  予定されていたオープニングアクトはムナとグレイシー・エイブラムスでした。 しかし、悪天候の予報のため、エイブラムスのセットはキャンセルされた。[46]
3. ↑  ショーは当初2023年11月10日に予定されていたが、悪天候のため11月12日に延期された。[47]
4. ↑  ショーは当初2023年11月18日に予定されていたが、極端な気温のため11月20日に延期された。[48]
5. ↑  オープニングアクトはサブリナ・カーペンターの予定だったが、雷雨による遅延のため、演奏はキャンセルとなった。[49]

## 中止となった公演
| 日時          | 都市     | 国           | 会場                                   | キャンセルの理由 |
| ------------- | -------- | ------------ | -------------------------------------- | ---------------- |
| 2024年8月8日  | ウィーン | オーストリア | エルンスト・ハッペル・シュターディオン | 計画的なテロ攻撃 |
| 2024年8月9日  | ウィーン | オーストリア | エルンスト・ハッペル・シュターディオン | 計画的なテロ攻撃 |
| 2024年8月10日 | ウィーン | オーストリア | エルンスト・ハッペル・シュターディオン | 計画的なテロ攻撃 |